# Anna Ilyinichna Yelizarova-Ulyanova
Anna Ilyinichna Yelizarova-Ulyanova (tên khai sinh: Anna Ilyinichna Ulyanova; 26 tháng 8 [lịch cũ 14 tháng 8] năm 1864 – 19 tháng 10 năm 1935) là một nhà cách mạng, chính khách, và dịch giả người Nga. Bà là chị ruột của lãnh tụ cộng sản Vladimir Ilyich Lenin, và là người con cả trong gia đình Ulyanov-Blank.

## Tiểu sử

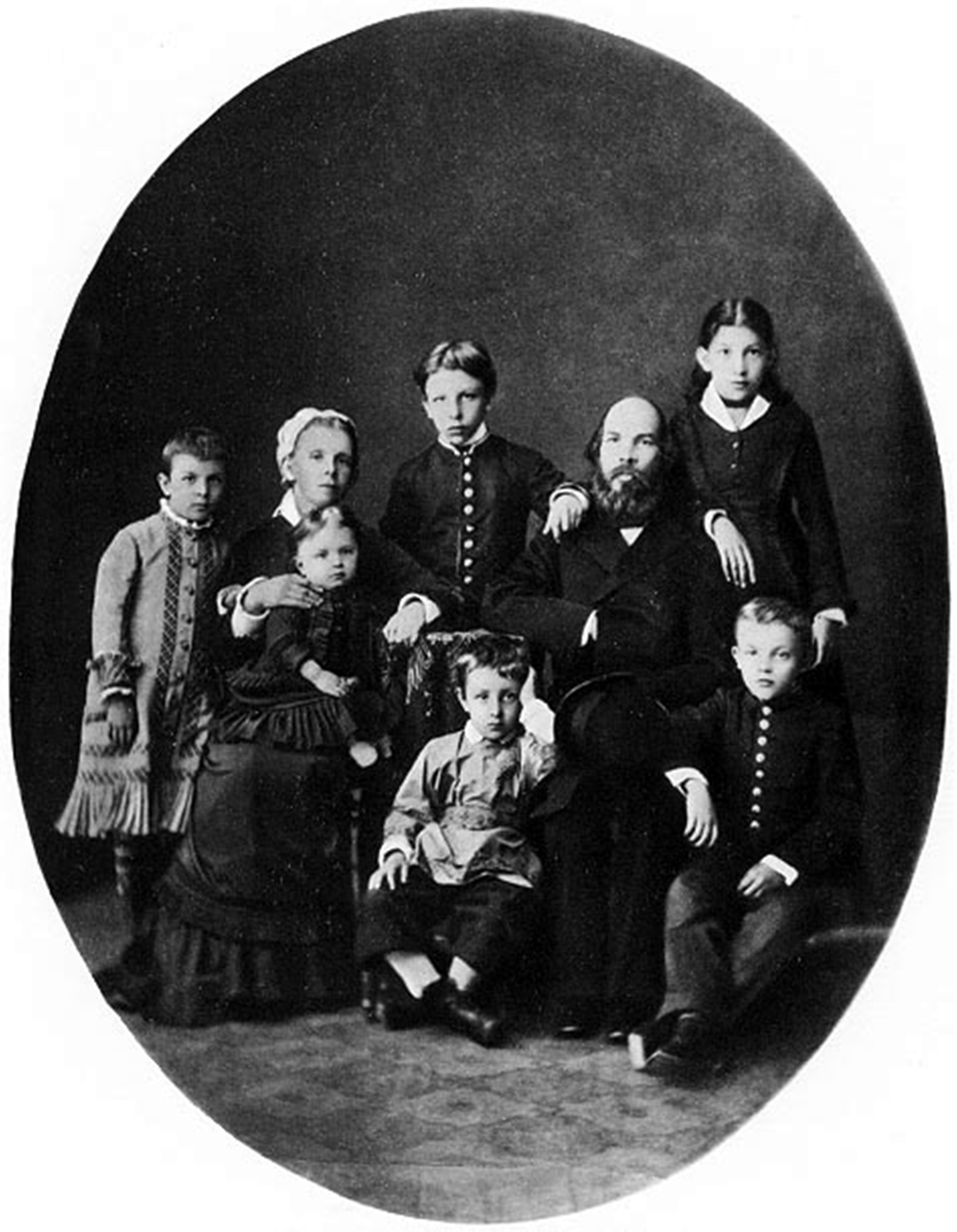
Ảnh gia đình Ulyanov (1879): Anna đứng bên phải cạnh cha, Lenin ngồi bên dưới.

Anna Ilyinichna Ulyanova sinh ngày 26 tháng 8 năm 1864 ở Nizhny Novgorod. Bà là con gái đầu lòng của ông Ilya Nikolayevich Ulyanov, một nhà toán học kiêm vật lý học, và bà Maria Alexandrovna Ulyanova (nhũ danh Blank). Từ năm 1869, gia đình Ulyanov chuyển đến sống ở thị trấn Simbirsk để Ilya tiện công tác. Tháng 11 năm 1880, Anna tốt nghiệp trường gymnasium Mariinsky ở Simbirsk, vinh dự nhận huy chương bạc và chứng chỉ gia sư từ Bộ Giáo dục Công cộng Nga.
Năm 1883, Anna theo học Khóa Bestuzhev dành cho nữ sinh trên Sankt-Peterburg, ham mê đọc triết và lịch sử. Năm 1886, bà tham gia cuộc biểu tình sinh viên tưởng nhớ 25 năm ngày mất của N. A. Dobrolyubov, một nhà văn có tư tưởng cách mạng. Tháng 3 năm 1887, bà bị bắt giữ vì liên can đến vụ mưu sát Sa hoàng Aleksandr III do em trai, Aleksandr Ulyanov, lên kế hoạch. Chính quyền ban đầu định trục xuất Anna tới Siberia, song nhờ sự can thiệp của mẹ, bà được ân xá và chỉ phải lãnh 5 năm quản thúc tại khu đất của gia đình ở làng Kokushkino, Kazan. Em trai Anna kém may mắn hơn; tuy bà Maria đã van xin chính quyền tha mạng cho con trai, Aleksandr rốt cuộc vẫn bị treo cổ vào tháng 5.
Anna dành thời gian ở Kokushkino đọc sách và học hỏi từ em trai Vladimir Lenin, người cũng bị đày tới đây vì tham gia biểu tình ở Đại học Kazan. Tháng 6 năm 1889, bà kết hôn với nhà cách mạng Mark Elizarov, một người bạn cũ từ hồi ở Bestuzhev.
Mùa thu năm 1893, vì án phát lưu đã mãn hạn, bà cùng gia đình rời Kazan tới Moskva. Tại đây, thông qua mối liên lạc của Lenin, bà gia nhập nhóm nghiên cứu chủ nghĩa Marx của Mitskevich. Trong thời gian ấy, bà dịch sang tiếng Nga vở kịch Thợ dệt của Gerhart Hauptmann để tuyên truyền trong nội bộ nhóm và soạn một cuốn sách gập tóm tắt tác phẩm "Nhà máy mang lại gì cho nhân dân và lấy đi những gì" của Evstafiy Mikhailovich Dementiev. Năm 1894, các hội nhóm cách mạng của Moskva hợp nhất thành "Công đoàn Moskva", rồi nhanh chóng liên kết với nhiều hội nhóm ở các thành phố lân cận. Bà góp công xây dựng mạng lưới liên lạc, gây quỹ, viết thư và sách tuyên truyền cho các hội cách mạng ngầm của Đảng Dân chủ Xã hội và Công đoàn Moskva.

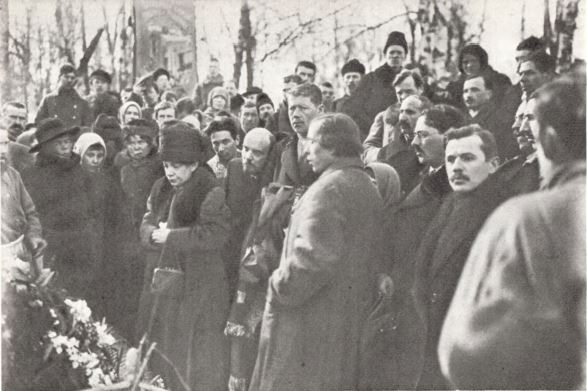
Anna tại tang lễ của chồng vào năm 1919; Lenin đứng ở đằng sau.

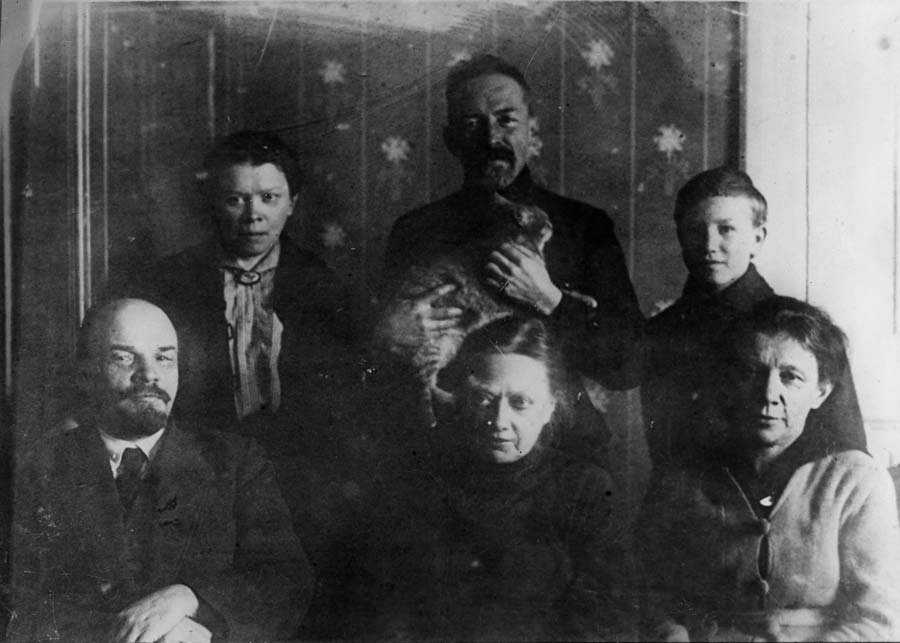
Ảnh gia đình Ulyanov tại Điện Kremli vào mùa thu năm 1920.